# Marcel Lattès
Pour les articles homonymes, voir Lattès.
Marcel Moïse Alfred Lattès, né à Nice (Alpes-Maritimes) le 11 décembre 1886, mort en déportation au camp de concentration d'Auschwitz (Pologne, alors en Allemagne nazie) le 12 décembre 1943, est un compositeur et pianiste français.

## Biographie
Élève de Louis Diémer et de Charles-Marie Widor, 1er prix de piano au Conservatoire de musique et de déclamation à Paris en 1906, ami d'André Messager, Marcel Lattès est l'auteur, entre 1908 et 1935, des musiques de plusieurs œuvres lyriques, majoritairement des opérettes — trois d'entre elles en collaboration avec le parolier et librettiste Albert Willemetz. La plus célèbre est Arsène Lupin banquier, créée en 1930 aux Bouffes Parisiens avec Jean Gabin, comme jeune premier comique, d'après l’œuvre de son oncle Maurice Leblanc.
Au cinéma, on lui doit  les musiques d'une trentaine de films (français principalement), de 1929 à 1941, notamment des films musicaux, dont trois mettant en vedette le chanteur Carlos Gardel et tournés en langue espagnole. Il compose notamment pour G. W. Pabst (Du haut en bas, 1933), Abel Gance (Lucrèce Borgia, 1935), Maurice Tourneur (Avec le sourire, 1936),  Christian-Jaque (À Venise, une nuit, 1937), Jean Dréville (Maman Colibri, 1937) et Marcel L'Herbier (Entente cordiale, 1939).
Pendant la Première Guerre mondiale, il sert dans les Ambulances russes, dirigées par le colonel Dimitri d'Osnobichine.
En tant que Juif, il est arrêté en décembre 1941 lors de la rafle dite « des notables » et interné pendant plusieurs mois au camp de Compiègne puis à celui de Drancy. Libéré grâce à l'intervention de Sacha Guitry auprès des autorités allemandes, il bénéficie d'une exemption provisoire de port de l'étoile jaune de mai à septembre 1943, et il est même autorisé à composer pour le cinéma et le théâtre en dérogation à la loi dite « second statut des Juifs ». De nouveau arrêté et interné à Drancy le 4 octobre 1943, il est finalement déporté par le convoi no 64 du 7 décembre 1943 à Auschwitz où il meurt le 12 décembre 1943, selon toute vraisemblance gazé dès son arrivée.
Marcel Lattès figure sur le Mur des Noms du Mémorial de la Shoah à Paris (dalle n° 27, colonne n° 9, rangée n° 3).

## Filmographie complète
- 1930 : Aiguillage (Rotaie) de Mario Camerini
- 1931 : Quand te tues-tu ? de Roger Capellani
- 1932 : Avec l'assurance de Roger Capellani
- 1932 : La casa es seria (es) de Lucien Jaquelux (avec Carlos Gardel, Imperio Argentina)
- 1932 : La Couturière de Lunéville de Harry Lachman
- 1932 : ¿Cuándo te suicidas? de Manuel Romero (version en espagnol, avec une autre distribution, de Quand te tues-tu ?)
- 1932 : Maquillage ou Je t'attendrai de Karl Anton
- 1932 : Monsieur Albert de Karl Anton
- 1932 : Les Nuits de Port-Saïd de Léo Mittler
- 1933 : Du haut en bas de Georg Wilhelm Pabst
- 1933 : Esperáme de Louis Gasnier (avec Carlos Gardel)
- 1933 : Je te confie ma femme de René Guissart
- 1933 : Matricule 33 de Karl Anton
- 1933 : Melodía de arrabal (es) de Louis Gasnier (avec Carlos Gardel, Imperio Argentina)
- 1933 : Un fil à la patte de Karl Anton
- 1934 : Adémaï au Moyen Âge de Jean de Marguenat
- 1934 : Fédora de Louis Gasnier
- 1934 : Iris perdue et retrouvée de Louis Gasnier
- 1934 : Nous ne sommes plus des enfants d'Augusto Genina
- 1934 : Primerose de René Guissart
- 1935 : La Cinquième Empreinte ou Lilas blanc de Karl Anton
- 1935 : Lucrèce Borgia d'Abel Gance
- 1935 : Retour au paradis ou Vacances de Serge de Poligny
- 1936 : Avec le sourire de Maurice Tourneur
- 1936 : Hélène de Jean Benoît-Lévy et Marie Epstein
- 1936 : Le Mort en fuite d'André Berthomieu
- 1936 : Le Secret de Polichinelle d'André Berthomieu
- 1936 : Une gueule en or de Pierre Colombier
- 1937 : À Venise, une nuit de Christian-Jaque
- 1937 : Balthazar de Pierre Colombier
- 1937 : L'Habit vert de Roger Richebé
- 1937 : Maman Colibri de Jean Dréville
- 1938 : Paix sur le Rhin de Jean Choux
- 1939 : Entente cordiale de Marcel L'Herbier
- 1939 : Métropolitain de Maurice Cam
- 1939 : Visages de femmes de René Guissart
- 1940 : Elles étaient douze femmes de Georges Lacombe
- 1940 : Le Feu de paille ou L'Enfant prodigue de Jean Benoît-Lévy
- 1940 : Sur le plancher des vaches de Pierre-Jean Ducis

## Œuvres lyriques
Opérettes, créées à Paris, sauf mention contraire
- 16/11/1908 : Fraisidis, opérette en un acte, livret de Jacques Redelsperger, création au théâtre de la Comédie Royale
- 10/01/1910 : Athanais, « légende mimo-lyrique » en un acte, livret de Jean Civieu (création à l'opéra de Monte-Carlo ; reprise la même année à l'Opéra-Comique)
- 22 juin 1912 : La Cour Mauresque, fantaisie en deux actes, livret de Fernand Nozière, théâtre du comte Robert de Clermont-Tonnerre à Maisons-Laffitte, 1912[4].
- 16/04/1913 : Il était une bergère, « conte mélodique » en un acte, livret d'André Rivoire (création à l'Opéra-Comique[5], où il est donné 52 fois)
- 29/05/1913 : Les Dandys ou La Jeunesse dorée, livret de Henri Verne et Gabriel Faure, avec André Lefaur (théâtre de l'Apollo)
- 24/10/1919 : Maggie, lyrics de Jacques Bousquet, livret de Guy Bourrée, adaptation en anglais par Fred Thompson (création en anglais à Londres, Oxford Theatre ; opérette non-représentée en France)
- 15/02/1921 : Nelly, nouvelle version de Maggie pré-citée, lyrics de Jacques Bousquet, livret de Henri Falk, avec Denise Grey, Félix Oudart (théâtre de la Gaîté-Lyrique)
- 11/02/1922 : Monsieur l'Amour, livret de René Peter et Henri Falk (théâtre Mogador)
- 28/10/1927 : Le Diable à Paris, lyrics d'Albert Willemetz, livret de Robert de Flers et Francis de Croisset, avec Dranem, Raimu, Aimé Simon-Girard (théâtre Marigny)
- 07/05/1930 : Arsène Lupin banquier, « opérette policière » en trois actes d'après Maurice Leblanc[6], lyrics d'Albert Willemetz, livret d'Yves Mirande, avec René Koval, Louis Blanche (également metteur en scène), Jean Gabin, Jacqueline Francell, Meg Lemonnier, Lucien Baroux, Paul Faivre (théâtre des Bouffes-Parisiens ; reprise par la Compagnie Les Brigands au théâtre de l'Athénée-Louis-Jouvet en 2007-2008)
- 16/03/1932 : Xantho chez les courtisanes, livret de Jacques Richepin, avec André Alerme, Arletty (théâtre des Nouveautés)
- 20/09/1935 : Pour ton bonheur, lyrics d'Albert Willemetz, livret de Léopold Marchand, avec Albert Préjean, Saturnin Fabre, René Koval, Jeanne Fusier-Gir, René Dary (théâtre des Bouffes-Parisiens)